# Kostel Božského Srdce Páně (Český Těšín)
Kostel Božského srdce Páně (také Kostel Nejsvětějšího Srdce Ježíšova) v Masarykových sadech je farní kostel, který se nachází v Českém Těšíně v okrese Karviná, je součástí městské památkové zóny. Historizující trojlodní kostel byl postaven v roce 1894 podle projektu architekta Ludwiga Satzkého. Kostel byl v roce 2003 prohlášen kulturní památkou České republiky.

## Historie
Výstavba kostela je spojena s jezuitským řádem. Tovaryšstvo Ježíšovo bylo zrušeno v Těšíně v roce 1773 a obnoveno v roce 1814. Protože řádu nebyl navrácen původní majetek (původní sídlo, kostel a gymnázium), bylo rozhodnuto postavit kostel nový. První návrh vypracoval v roce 1891 vídeňský profesor Hugo Heer. Projekt byl velice ambiciózní a nákladný. Realizovaný projekt vypracoval architekt Ludwig Satzký. Základní kámen byl položen 11. června 1892. Na financování stavby se podílel arcivévoda Albrecht a vratislavský arcibiskup Georg Kopp. Posvěcení kostela proběhlo 10. října 1894 arcibiskupem Georgem Koppem. Po rozdělení Těšína byly na české straně dva katolické kostely: Božského Srdce Páně a sv. Hedviky ve Svibici. Dne 10. srpna 1920 se stal kostel Božského Srdce Páně farním kostelem. 1. srpna 1945 byl kostel a fara předány farnímu úřadu, jezuitům zůstala jedna budova před kostelem. V roce 1947 byla vytvořena Apoštolská administratura českotěšínská. V roce 1950 jezuité z Českého Těšína museli odejít. V listopadu 1989 olomoucký arcibiskup Mons. František Vaňák pozval Tovaryšstvo Ježíšovo zpět. Od roku 1996 je kostel součástí Diecéze ostravsko-opavské. Vedle kostela se nachází fara a exerciční dům.

## Architektura
Trojlodní kostel je postaven na půdorysu latinského kříže. Hlavní bazilikální loď protíná transept. Kostel je ukončen protáhlým kněžištěm s polygonálním závěrem. V závěru kněžiště je pět vysokých úzkých oken ukončených lomeným obloukem s figurální vitráží. Ke kněžišti přiléhají po obou stranách dvě sakristie. Sakristie na pravé straně je patrová, polygonální, přimknutá k transeptu. Levá sakristie je menší. K levé části transeptu se přimyká menší věž.
Vertikální dělení hlavního průčelí odstupňovanými příporami odpovídá třem lodím. Ve střední části průčelí vystupuje betonový ústupkový portál ukončený štítem s kraby a krakorcem. Tympanon ve štítu je složen ze tří kružeb ve tvaru trojlístku vyplněné vitráží. Nad portálem je velká rozeta. Boční části průčelí zdobí vysoká štíhlá okna ukončená lomeným obloukem s kružbami vyplněnými vitrážemi. Pod okny jsou boční vstupy. Pravá strana je ukončena jehlanovou střechou, její výška nepřesahuje střední část průčelí. Boční fasády lodí mají tři okenní osy. Prolomená okna vyplněná vitrážemi jsou sdružená dělená polosloupy s korintskými hlavicemi, obdobné provedení trojoken je v průčelích transeptu. Střecha je sedlová krytá eternitem, nad křížením hlavní lodi a transeptu je sanktusník.

## Interiér
Křížová klenba hlavní lodi má čtyři pole, je podepřena čtyřmi masivními sloupy s korintskými hlavicemi. Kněžiště má klenbu křížovou s lunetami. Po obou stranách kněžiště jsou zdvojené tribuny oddělené římsami. Kruchta je nesena pěti konzolami. V roce 1895 byly instalovány varhany z dílny Karla Neussera z Nového Jičína. V současné dobe jsou varhany od krnovské firmy Rieger-Kloss. V podvěží pravé věže průčelí je kaple Pany Marie Imaculaty. Kaple je zaklenuta křížovou klenbou s rozetami.
Hlavní oltář, boční oltáře a další vybavení provedla rakouská sochařská firma Ferdinanda Stuflrssera ze St. Ultichu v Tyrolsku. Obrazy křížové cesty byly opatřeny německými a polskými nápisy.
V kostele jsou od roku 1906 uloženy ostatky sv. Melichara Grodeckého (1584–1619), umučeného v Košicích, který byl kanonizován v roce 1995 papežem Janem Pavlem II. V roce 2014 byla v kostele uložena relikvie blahoslavené Matky Terezy.

## Věž
Věž je součásti průčelí hlavní lodi kostela. Je po levé straně hlavního průčelí má vysokou štíhlou oktogonální jehlanovou střechou ozdobenou bohatě členěnými štíty na všech čtyřech stěnách. Původní instalované zvony byly rekvírovány v době první světové války. V roce 1923 byly zavěšeny tři zvony Nejsvětější Srdce Ježíšovo, Panna Marie, sv. Ignác. Zvony byly ulity ve zvonařské dílně Oktáva Wintera z Braunau (Broumova). Ve věži instaloval v roce 1894 věžní hodiny vídeňský hodinář Richard Liebing. V roce 1926 byla provedena oprava věže.